# Coluber anthonyi
Coluber anthonyi là một loài rắn trong họ Rắn nước. Loài này được Stejneger mô tả khoa học đầu tiên năm 1901.